# Gavin Stenhouse

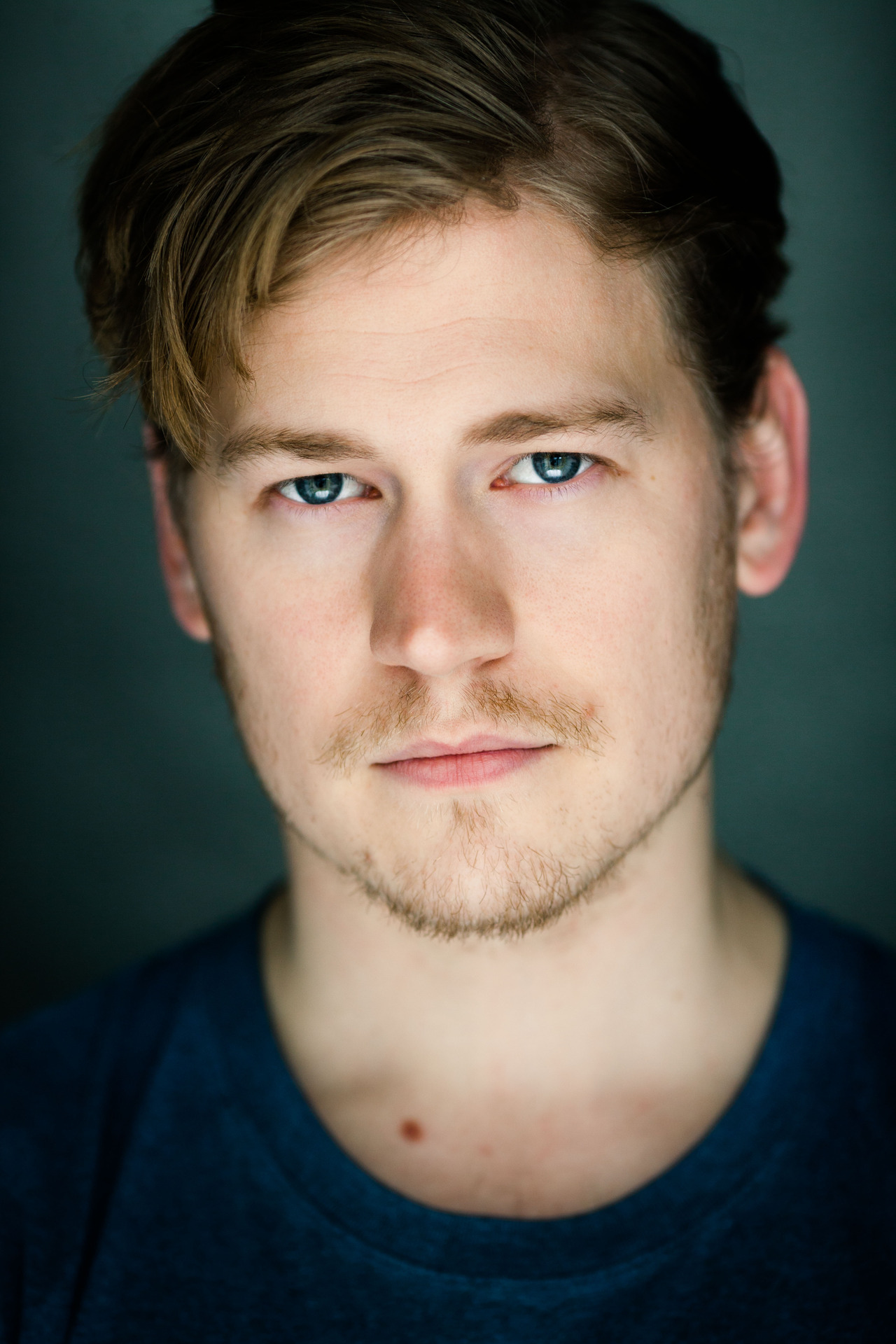
Gavin Stenhouse (2015)

Gavin Rees Stenhouse (* 4. April 1986 in Britisch Hongkong) ist ein britischer Schauspieler.

## Leben
Gavin Stenhouse wurde am 4. April 1986 im heutigen Hongkong als Sohn eines Piloten und einer Lehrerin geboren. Als er neun Jahre alt war, zog die Familie nach Lewes im Süden von England. Nach seiner allgemeinen Schulzeit zog er nach London, um an der Guildhall School of Music and Drama Schauspiel zu studieren. Er machte 2007 seinen Abschluss mit dem Bachelor of Arts.
Ab 2007 machte er seine ersten Schritte als Fernsehschauspieler als Episodendarsteller in verschiedenen Fernsehserien. Zwischen 2008 und 2010 wirkte er in drei Kurzfilmen mit. 2011 verkörperte er mit der Rolle des Marcus Carpenius (des Sohnes Kaiser Hadrians) eine der Hauptrollen in Clash of Empires – Die Schlacht um Asien. Im selben Jahr stellte er in zehn Episoden der Fernsehserie Iconicles die Rolle des Nat dar. Nach seinem Umzug nach Kalifornien folgten 2013 Episodenrollen in den Fernsehserien American Horror Story und Major Crimes. 2015 folgte die Darstellung des Alex O’Connor in insgesamt 13 Episoden der Fernsehserie Allegiance. 2017 spielte er im Musikvideo der Gruppe Macedo zum Lied Supernatural mit. Im selben Jahr übernahm er mit Kyle eine der Hauptrollen in der deutschen Produktion Skybound. Größere Serienrollen übernahm er außerdem 2018 in vier Episoden von 9-1-1 als Priest und seit 2021 als Evan Hartley in Kung Fu.

## Filmografie
- 2007: Nearly Famous (Fernsehserie, Episode 1x02)
- 2008: Sofia's Diary UK (Fernsehserie)
- 2008: Fresh! (Fernsehserie)
- 2008: Whatever It Takes (Kurzfilm)
- 2009: Off the Hook (Fernsehserie, Episode 1x01)
- 2009: Prick (Kurzfilm)
- 2010: Malachi (Kurzfilm)
- 2011: Clash of Empires – Die Schlacht um Asien (The Malay Chronicles: Bloodlines)
- 2011: Iconicles (Fernsehserie, 10 Episoden)
- 2013: American Horror Story (Fernsehserie, Episode 3x07)
- 2013: Major Crimes (Fernsehserie, Episode 2x14)
- 2014: Person of Interest (Fernsehserie, Episode 3x15)
- 2015: Allegiance (Fernsehserie, 13 Episoden)
- 2015: Deformity Prays for Radiation (Kurzfilm)
- 2016: Me & Mean Margaret (Fernsehfilm)
- 2016: Black Mirror (Fernsehserie, Episode 3x04)
- 2017: Skybound
- 2018: Timeless (Fernsehserie, Episode 2x06)
- 2018: 9-1-1 (Fernsehserie, 4 Episoden)
- 2018: Zum Leben erweckt 2 – Weihnachten mit Eve (Life-Size 2, Fernsehfilm)
- 2020: All Rise – Die Richterin (All Rise, Fernsehserie, Episode 1x17)
- 2020: Into the Dark (Fernsehserie, Episode 2x07)
- seit 2021: Kung Fu (Fernsehserie)